# Silvana Arbia
 (mai 2020).
Si vous disposez d'ouvrages ou d'articles de référence ou si vous connaissez des sites web de qualité traitant du thème abordé ici, merci de compléter l'article en donnant les références utiles à sa vérifiabilité et en les liant à la section « Notes et références ».
Silvana Arbia, née le 19 novembre 1952 à Senise, est une magistrate italienne qui occupe, jusqu'au 18 avril 2013 (date de la prestation de serment de Herman von Hebel), les fonctions de greffier de la Cour pénale internationale (CPI). À ce titre, elle est le principal responsable de l'administration de la CPI. 
Après avoir acquis une expérience en tant que juge et procureur en Italie, Silvana Arbia fait ses premiers pas sur la scène internationale en qualité de substitut du Procureur au Tribunal pénal international pour le Rwanda.

## Biographie

### Formation
Après avoir obtenu sa maîtrise de droit à l’Université de Padoue en 1976, Silvana Arbia poursuit sa formation, parallèlement à son entrée dans le monde du travail, afin de se spécialiser dans le droit européen à l'Institut universitaire européen de Florence et le droit international à l'Académie de droit international de La Haye.
Elle complète sa formation à l’Institut des droits de l’homme René Cassin en 1989 et à la Fondation canadienne des droits de la personne en 1995.

### Activités sur le plan national
Silvana Arbia exerce tout d’abord la profession d’avocat à Venise. À l'issue d’un concours public, elle devient juge et procureur en Italie, fonctions qu’elle occupe jusqu’en 1999, siégeant notamment à la première Chambre pénale de la Cour d’appel.
Parallèlement à son activité de juge et de procureur, Silvana Arbia défend ardemment les droits de l’homme, matière qu’elle enseigne à la Libre Université internationale des études sociales de Rome et à l’École des officiers de police. Par ailleurs, cet engagement la conduit à devenir consultante auprès de l’organisation non gouvernementale CRIC (www.cric.it).
À plusieurs reprises, Silvana Arbia est nommée pour représenter le ministère italien de la Justice dans le cadre de différents programmes internationaux portant sur des thèmes tels que « Initiatives européennes concertées et législation italienne dans le domaine de la lutte contre le trafic d’êtres humains et l’exploitation sexuelle des enfants » ou « Les victimes de crimes dans l’Union européenne ».

### Activités sur le plan international

#### Tribunal pénal international pour le Rwanda (TPIR)
Le 24 octobre 1999, Silvana Arbia est nommée premier substitut du Procureur, puis chef des poursuites par intérim au Bureau du Procureur du Tribunal pénal international pour le Rwanda. En tant que chef des poursuites, elle instruit l’accusation dans certaines des affaires les plus importantes dont le TPIR a eu à connaître : l’affaire Butare et l’affaire Seromba.
- Affaire Butare : accusation de six personnes, dont l’ancienne ministre de la Famille et des Affaires féminines, seule femme à avoir à ce jour été accusée de génocide, de crimes contre l’humanité et de viol au sein du système international de justice pénale.
- Affaire Seromba : premier prêtre catholique à avoir été accusé de génocide et de crimes contre l’humanité et à avoir été condamné.

#### Cour pénale internationale (CPI)
Silvana Arbia participe à la rédaction du Statut de Rome de la Cour pénale internationale en qualité de membre de la délégation italienne à la conférence diplomatique tenue à Rome en 1998.
Son élection en tant que Greffier de la Cour pénale internationale le 28 février 2008 s’inscrit dans la suite logique de sa carrière au TPIR. À ce poste, Silvana Arbia est responsable des aspects non judiciaires de l’administration et du service de la Cour.

## Publications
- Essai sur le thème « Les procédures policières » (I provvedimenti di polizia, Nuovissimo Digesto, Utet, 1986).
- Essai sur le thème « La jurisprudence italienne et la Convention européenne des droits de l’homme » (La Giurisprudenza italiana e la Convenzione Europea dei diritti dell’Uomo, Rivista internazionale dei Diritti dell’Uomo, Milan, N.1/1999).
- Essai sur la Convention internationale des droits de l’enfant (Edizioni scientifiche italiane, 1994).
- Rapport sur le thème « Mineurs extracommunautaires : problèmes juridiques » (I minori extracomunitari: problemi giuridici, XVe Réunion internationale, Child Health Plan’98, Ancone, Italie, 1998-05-28/30, Éd. G.M. Caramia, p. 83 à 95).
- Bref commentaire sur les traités de la Communauté et de l’Union européenne, sous la direction de Fausto Pocar, publié chez Cedam, Padoue, 2001 (commentaires sur les articles 39/42, 125/130 et 136/140).
- Mentre il mondo stava a guardare, Mondadori, Milan, 2011

## Sources
- Biographie de Silvana Arbia sur le site de la CPI